# Кампи Салентина
Ка̀мпи Салентѝна (на италиански: Campi Salentina, на местен диалект Càmpie, Кампие) е град и община в Южна Италия, провинция Лече, регион Пулия. Разположен е на 33 m надморска височина. Населението на общината е 10 721 души (към 2012 г.).